# Голод Віталій Матвійович
Віталій Матвійович Голод (23 червня 1971, Львів) — шахіст, гросмейстер (1996). Родом з України, імігрував до Ізраїлю. Виступає за шаховий клуб міста Беер-Шеви.
Його рейтинг станом на березень 2020 року — 2499 (801-ше місце в світі, 19-те — в Ізраїлі).
Чемпіон УРСР 1991 року. Закінчив Львівський державний інститут фізичної культури у 1992 році. Чемпіон Ізраїлю 2010 року.

## Зміни рейтингу
| На цьому місці має відображатися графік чи діаграма, однак з технічних причин його відображення наразі вимкнено. Будь ласка, не видаляйте код, який викликає це повідомлення. Розробники вже працюють для того, щоби відновити штатне функціонування цього графіка або діаграми. | |
| | На цьому місці має відображатися графік чи діаграма, однак з технічних причин його відображення наразі вимкнено. Будь ласка, не видаляйте код, який викликає це повідомлення. Розробники вже працюють для того, щоби відновити штатне функціонування цього графіка або діаграми. |